# Holothuria turriscelsa
Holothuria turriscelsa is een zeekomkommer uit de familie Holothuriidae.
De wetenschappelijke naam van de soort werd in 1980 gepubliceerd door Gustave Cherbonnier.